# Стехов, Сергей Трофимович
Сергей Трофимович Стехов (сентябрь 1898, с. Госпитальная слободка, Терская область — июнь 1994, Москва) — советский деятель органов государственной безопасности.

## Биография
Родился в семье рабочего в сентябре 1898 года.
В марте 1913 — октябре 1914 — чернорабочий на кирпичных заводах в Георгиевске.
В 1914—1915 гг. — ученик Георгиевского высшего начального училища. В сентябре 1915 — октябре 1918 гг. — телеграфист и член коллегии почтово-телеграфной конторы в Георгиевске.
Член РКП (б) с октября 1918 года.
В октябре 1918 — марте 1919 г. — телеграфист Реввоенсовета 11-й армии в Георгиевске, Прохладном, Владикавказе. В марте 1919 года осужден властями генерала Деникина к тюремному заключению. В марте 1919 — марте 1920 — заключенный в тюрьмах Георгиевска и Пятигорска.
В марте 1920 — марте 1921 г. — политический контролер Политбюро ЧК при почтово-телеграфной конторе в городе Георгиевск. В марте 1921 — мае 1923 — член правления союза связи, заведующий губернским отделом связи в Георгиевске и Пятигорске.
В мае 1923 — августе 1925 — курсант высших 2-х летних административно-хозяйственных курсов Наркомата связи в Москве. В августе 1925 — январе 1927 — заведующий подотделом эксплуатации Наркомата связи СССР.
В январе 1927 — ноябре 1928 — заведующий агитационно-пропагандистского отдела Константиновского районного комитета КП(б) Украины.
В ноябре 1928 — январе 1930 — инспектор Наркомата связи СССР. В январе — августе 1930 — слушатель однолетних курсов начальников управления связи СССР в Москве. В августе 1930 — августе 1931 — заведующий группой планирования Наркомата связи СССР.
В августе 1931 — феврале 1932 — уполномоченный по хлебозаготовкам, заведующий организационным отделом Пресновского районного комитета ВКП (б) Казакской ССР.
В феврале — декабре 1932 г. — заведующий Центральным бюро по реконструкции Наркомата связи СССР. В декабре 1932 — декабре 1933 гг. — начальник Управления связи по Северо-Кавказскому краю. В январе 1934 — апреле 1935 гг. — начальник Управления Московского городского связи. В апреле 1935 — апреле 1936 — начальник инспекции Западно-Сибирского краевого управления связи в Новосибирске.
В апреле 1936 — январе 1939 гг. — заместитель редактора «Крестьянской газеты» («Сельская жизнь»), Москва.
В январе 1939 — декабре 1940 гг. — старший инструктор политотдела 2-го спецотдела НКВД СССР. В декабре 1940 — апреле 1941 гг. — старший оперуполномоченный 1-го отделения 2-го спецотдела НКВД СССР. В апреле — июле 1941 гг. — заместитель секретаря парткома 2-го спецотдела НКВД СССР. В июле 1941 г. — уполномоченный НКВД СССР по строительству оборонительных сооружений Западного фронта.
В июле 1941 — июне 1942 — военный комиссар 2-го мотострелкового полка бригады Особого назначения НКВД СССР, Западный фронт.
В июне 1942 — апреле 1944 — комиссар специального партизанского отряда НКВД «Победители», который действовал на территории Западной Украины. В апреле — сентябре 1944 гг. — заместитель начальника отделения 4-го управления НКГБ СССР.
В сентябре 1944—1947 гг. — секретарь партийного комитета Управления НКГБ-МГБ СССР по Дрогобычской области. В октябре 1944 — октябре 1945 гг. — начальник 4-го отдела Управления НКГБ СССР по Дрогобычской области. В октябре 1945—1946 гг. — начальник 1-го отдела Управления НКГБ СССР по Дрогобычской области. В 1946 — апреле 1947 — начальник 4-го отдела Управления МГБ СССР по Дрогобычской области. В апреле 1947 — мае 1951 — начальник отдела «2-Н» Управление МГБ СССР по Дрогобычской области. В апреле 1947 — апреле 1952 — заместитель начальника Управления МГБ СССР по Дрогобычской области.
28 апреля 1952 — 19 марта 1953 — начальник Управления МГБ СССР по Дрогобычской области. 19 марта — 11 июня 1953 — начальник Управления МВД СССР по Дрогобычской области. В июне — сентябре 1953 — в распоряжении управления кадров МВД Украинской ССР.
21 сентября 1953 — 15 июня 1954 — начальник Управления МВД СССР по Винницкой области. 15 июня 1954 — 31 января 1957 — начальник Управления КГБ СССР по Винницкой области.
С 1957 г. — пенсионер в городе Москве.

## Память
Был прижизненно сыгран Юрием Кузнецовым в фильме «Отряд специального назначения» 1987 года.

## Звания
- лейтенант госбезопасности (23.04.1940)
- старший лейтенант госбезопасности (16.04.1942)
- полковник

## Награды
- орден Ленина (26.12.1943)
- орден Октябрьской Революции (27.09.1978)
- орден Отечественной войны I степени (1985)
- орден Дружбы народов (27.09.1988)
- орден Красного Знамени (29.10.1948)
- орден Красной Звезды (5.11.1954)
- шесть медалей